# メルボルン市電W形電車
W形は、オーストラリア・メルボルンの路面電車であるメルボルン市電に導入された電車の形式。公営化が実施された同市電の標準型車両として1923年から製造が始まり、以降は幾度かの設計変更を経て1956年まで750両以上という大量生産が実施された。長年に渡り主力車両として活躍するメルボルン市電を代表する形式で、2020年現在も近代化工事を受けた一部車両が35号線（シティ・サークル線）で定期運転を行っている。

## 概要

### 開発までの歴史
オーストラリアの大都市・メルボルン市内を走る路面電車は、19世紀末に開通した馬車鉄道やケーブルカー、そして路面電車を由来とする、長い歴史を持つ路線網である。これらの路線は公営組織を含め多数の事業者によって運営され、運賃や車両の統一がなされていない状態が続いており、これを解消するため1919年にビクトリア州政府の公的組織であるメルボルン都市圏路面電車委員会（Melbourne & Metropolitan Tramways Board、MMTB）が発足し、メルボルン市内の軌道交通は同組織の管理下に置かれた。
当時、メルボルン市内には路面電車に加えて多数のケーブルカーの路線網が残存しており、運用コストの改善や輸送力の拡大を目的にこれらの路線を路面電車へ転換する事を決定し、それに伴う車両の増備が必要となった。一方、路面電車路線についてもMMTB発足前から運用されていた雑多な車両が多数残存しており、設計や性能が統一された車両が求められていた。そこで開発が行われたのが、メルボルン市電の標準型電車となったW形である。

### 構造
多数の車種が製造されたW形は、共通して両運転台のボギー車として製造されており、車体中央部が前後と比べて1段低くそこに乗客が乗降可能な箇所が存在するという構造を有する。この乗降口の構造は形式によって異なり、初期の形式は扉が設置されていなかったがSW6形以降は引き戸式の乗降扉が設置され、初期の形式についても後年に扉を設置する改造を受けた車両が多数存在する。

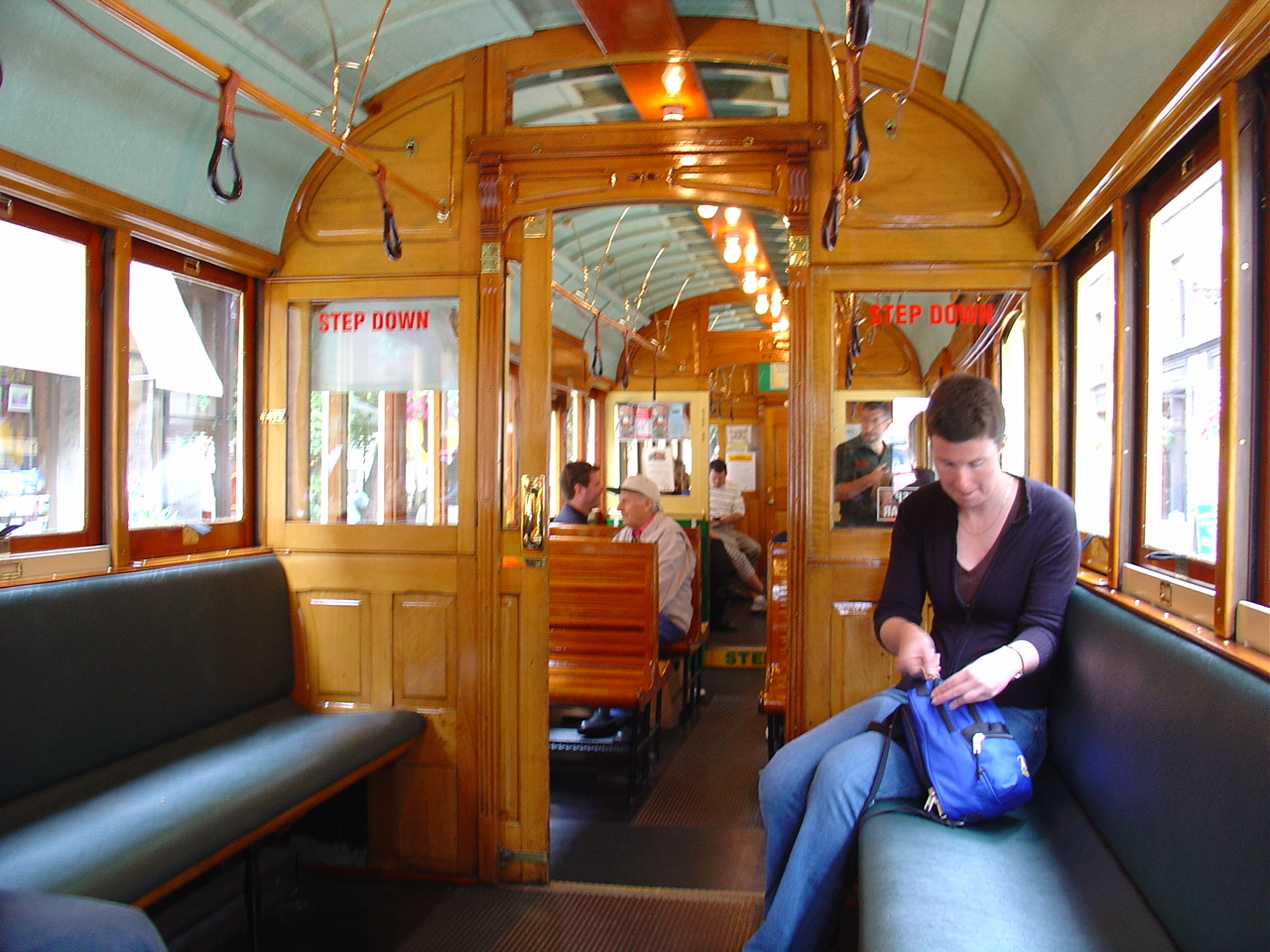
車内（W2形）
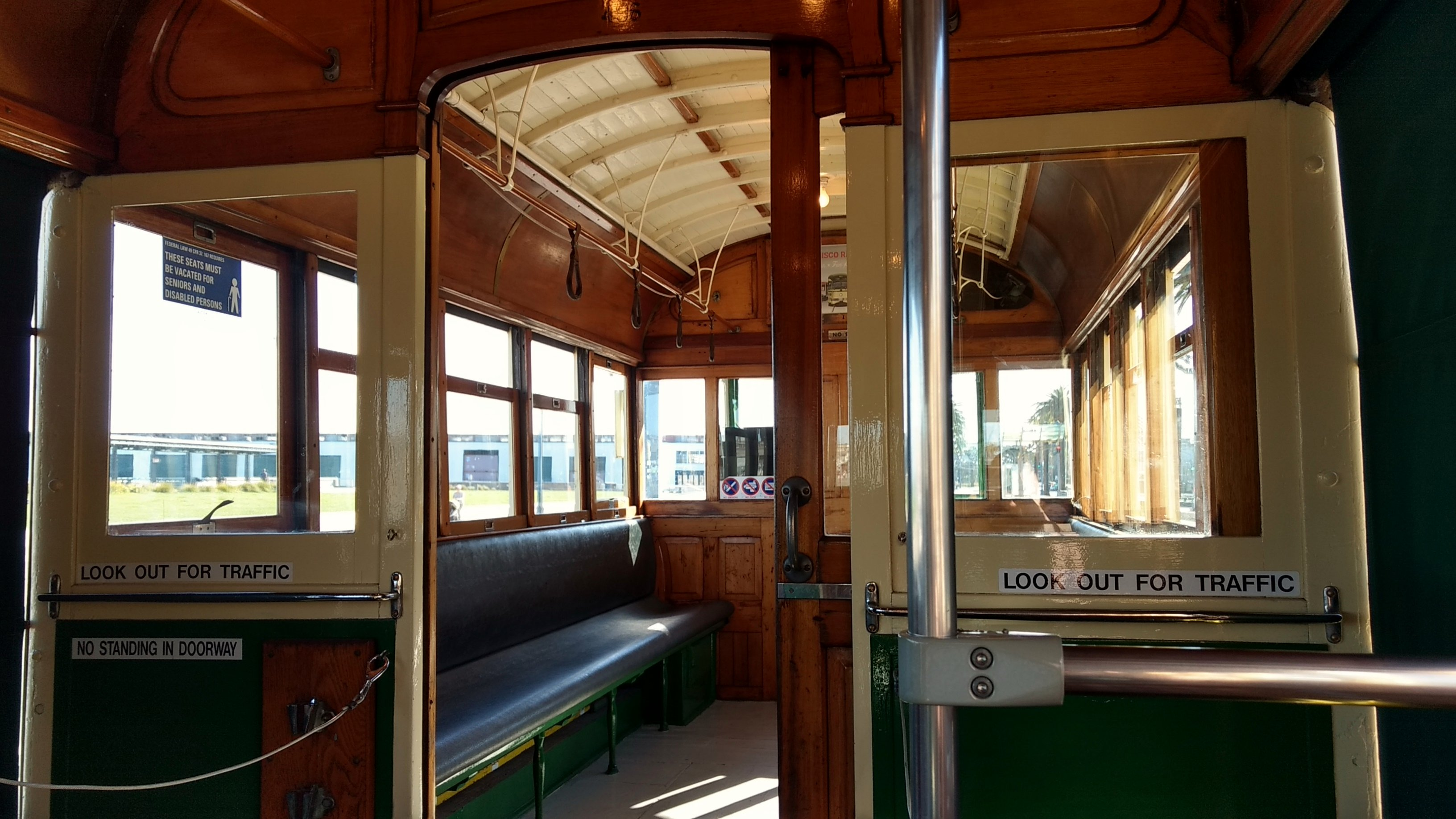
車内（W2形、前後高床部分）
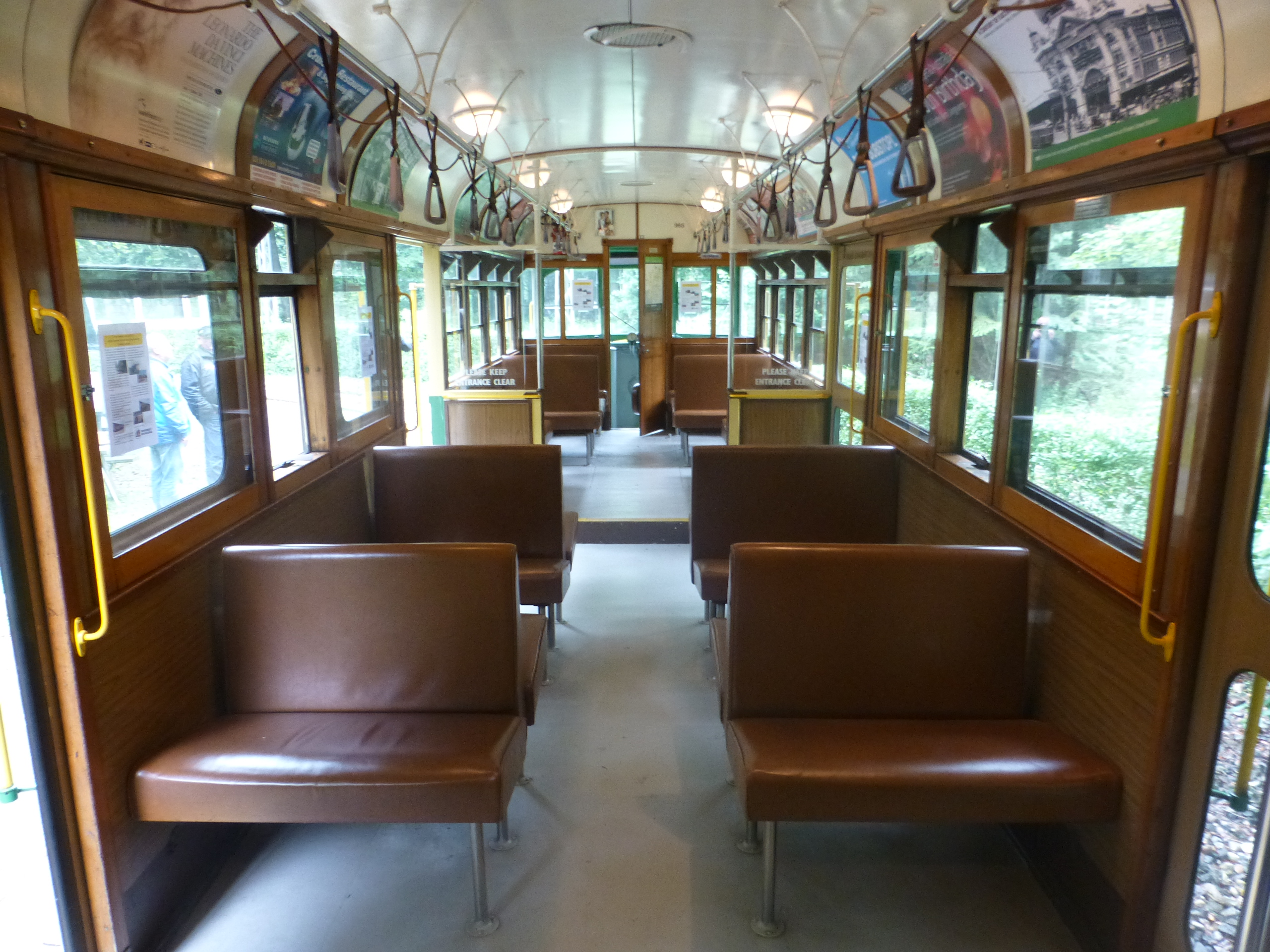
車内（W6形）

## W形
1923年から1926年までの間に200両（219 - 418）が製造された、W形最初の車種。製造はMMTBの車両基地に加え、メルボルン南部に工場を有したジェームズ・ムーア（James Moore）やアデレードのホールデン・ボディ・ビルダー（Holden Body Builders）でも行われた。車体中央部は密閉式になっており、扉が設置されていない乗降口が3箇所存在したが、これらの幅は全て同じであり乗客の往来に支障をきたした事から1928年から1933年の間に全車とも後述するW2形への改造を受けた。それに伴い、車内の座席配置にも変更が生じた。
| 主要諸元 | 主要諸元          | 主要諸元 | 主要諸元        | 主要諸元          | 主要諸元 | 主要諸元 | 主要諸元 | 主要諸元 | 主要諸元    | 主要諸元      | 主要諸元                  |
| 形式名   | 両数              | 製造年   | 全長            | 全幅              | 重量     | 定員     | 定員     | 主電動機 | 主電動機    | 車両出力      | 備考・参考                |
| 形式名   | 両数              | 製造年   | 全長            | 全幅              | 重量     | 着席     | 立席     | 形式     | 出力        | 車両出力      | 備考・参考                |
| -------- | ----------------- | -------- | --------------- | ----------------- | -------- | -------- | -------- | -------- | ----------- | ------------- | ------------------------- |
| W形      | 200両 (219 - 418) | 1923-26  | 14,630mm (48ft) | 2,286mm (7ft 6in) | 16.8t    | 52人     | 93人     | MV 101   | 29kw (40HP) | 118kw (160HP) | 1928年-33年にW2形へ改造。 |

## W1形
1925年から1928年に30両（419 - 438、470 - 479）がMMTBの車両工場で生産された車種。乗客の往来に支障をきたしたW形を踏まえ、車体中央部は従来のケーブルカー用車両で採用されていた、壁や扉が存在しないオープンデッキに改められた。これにより乗客の流動性が向上した一方で雨天時に雨水が車内に入り込む欠点が指摘され、1936年から1938年の間に密閉型のW2形（16両）およびSW2形（4両）に改造された。2020年の時点で一部車両が保存されており、W1形の原型に復元されたものも存在する。
| 主要諸元 | 主要諸元                    | 主要諸元 | 主要諸元        | 主要諸元          | 主要諸元 | 主要諸元 | 主要諸元 | 主要諸元 | 主要諸元    | 主要諸元      | 主要諸元                         |
| 形式名   | 両数                        | 製造年   | 全長            | 全幅              | 重量     | 定員     | 定員     | 主電動機 | 主電動機    | 車両出力      | 備考・参考                       |
| 形式名   | 両数                        | 製造年   | 全長            | 全幅              | 重量     | 着席     | 立席     | 形式     | 出力        | 車両出力      | 備考・参考                       |
| -------- | --------------------------- | -------- | --------------- | ----------------- | -------- | -------- | -------- | -------- | ----------- | ------------- | -------------------------------- |
| W1形     | 30両 (419 - 438、470 - 479) | 1925-28  | 14,630mm (48ft) | 2,286mm (7ft 6in) | 16.8t    | 52人     | 93人     | MV 101   | 29kw (40HP) | 118kw (160HP) | 1936年-38年にW2形・SW2形へ改造。 |

## W2形
ケーブルカーから路面電車への転換を促進するため大量生産が実施された形式。1927年から製造が始まり、世界恐慌の影響で増備が中止された1931年までに194両（439 - 458、480 - 653）が導入された事に加え、更に前述したW形・W1形からの改造が行われた結果総数は410両を記録し、2020年時点のメルボルン市電において最も多くの車両数を有した形式となっている。車体中央部はW形と同様密閉式となり、乗降口車体左右に3箇所づつ設置されたが、W形と異なり外側2箇所の乗降口の幅が広くなった一方、中央は逆に狭まった。ほとんどの車両は扉が設置されていなかったが、新造車2両およびW1形からの編入車4両については圧縮空気で可動する自動扉を設置する改造を受け、SW2形という形式名で区別が行われた。
製造当初制動の操作は全て手動で行われていたが、1938年から1943年にかけてハンドルの角度に応じて制動力が得られる自動制御方式への改造が実施された。他にも前照灯の改造を始めとした各種改造が実施され、1987年まで営業運転に用いられた。以降も多くの車両が保存されており、後述のようにアメリカ合衆国の保存路面電車へ譲渡された車両も存在する。
| 主要諸元 | 主要諸元                            | 主要諸元      | 主要諸元        | 主要諸元          | 主要諸元 | 主要諸元 | 主要諸元 | 主要諸元 | 主要諸元    | 主要諸元      | 主要諸元                  |
| 形式名   | 両数                                | 製造年        | 全長            | 全幅              | 重量     | 定員     | 定員     | 主電動機 | 主電動機    | 出力          | 備考・参考                |
| 形式名   | 両数                                | 製造年        | 全長            | 全幅              | 重量     | 着席     | 立席     | 形式     | 出力        | 出力          | 備考・参考                |
| -------- | ----------------------------------- | ------------- | --------------- | ----------------- | -------- | -------- | -------- | -------- | ----------- | ------------- | ------------------------- |
| W2形     | 194両 (439 - 458、480 - 653) (新造) | 1927-31(新造) | 14,630mm (48ft) | 2,286mm (7ft 6in) | 16.8t    | 52人     | 93人     | MV 101   | 29kw (40HP) | 118kw (160HP) | [ 14 ] [ 18 ] [ 1 ] [ 2 ] |

## W3形

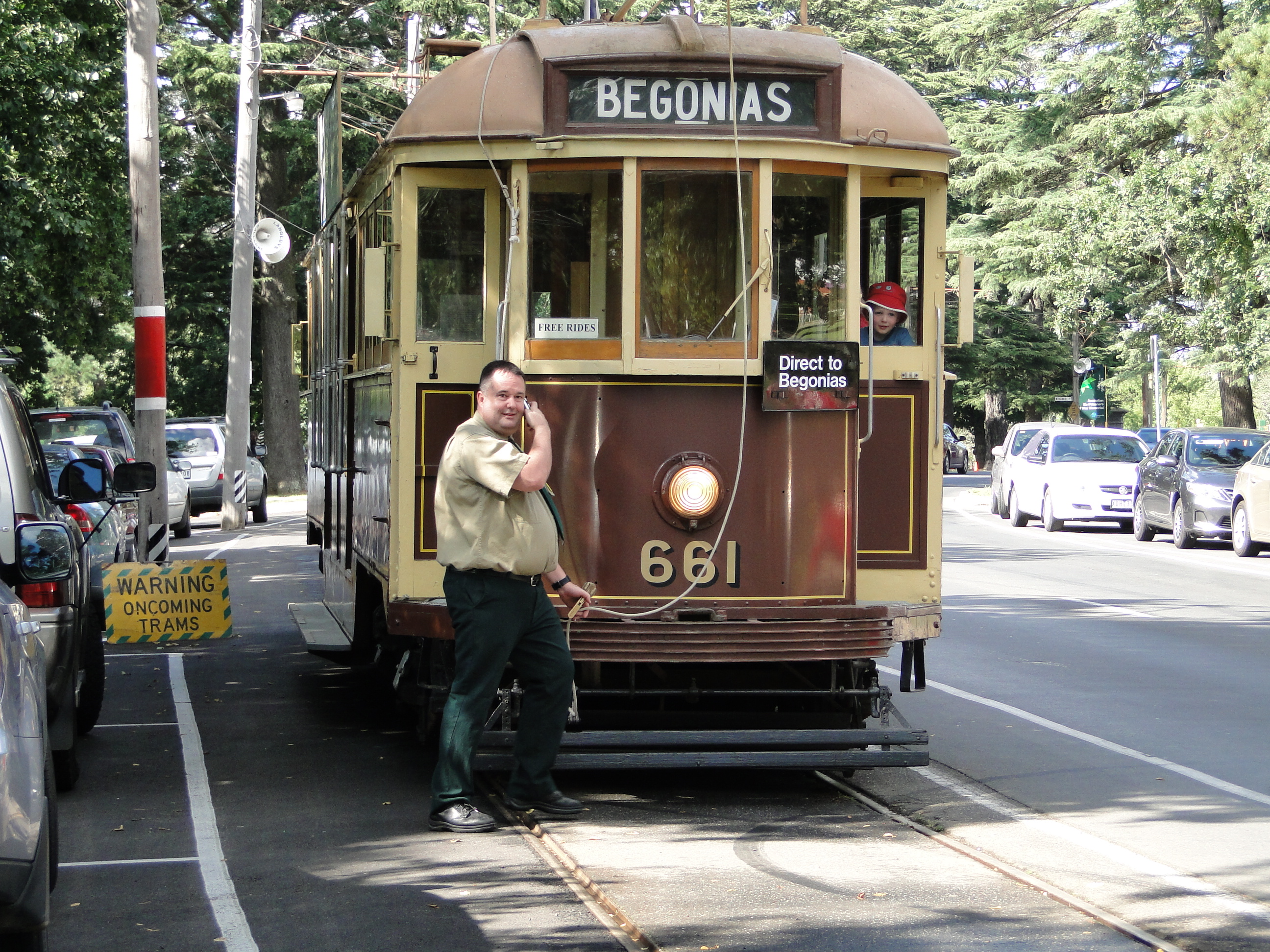
661
（バララット路面電車博物館）
（2011年撮影）

1920年代後半から1930年代初頭にかけて、MMTBではW形に代わる標準型車両を目標に、アメリカ合衆国で開発された路面電車形態であるピーター・ウィット・カーの構造を用いたY形やY1形が製造された。これらは将来のワンマン運転を視野に入れた導入であったが、省力化に対する労働組合からの反発により量産は実現せず、以降の車両増備もW形によって行う形へ方針転換された。これに伴い、1930年から生産されたのがW3形である。
製造にあたっては未完成に終わったY1形の部品に加え、廃車された2軸車の部品が流用された。これに伴い従来の車両から乗り心地が向上した一方、床上高さが従来の車両から高くなり、車内前後には中央部へ向けた傾斜が設けられた。一方で車体についてはメルボルン市電の車両で初めて構体が全金属製となった。1934年までに16両（654 - 669）が導入されたが、台車に亀裂が発見された結果1969年に全車運用を離脱し、以降も営業運転に復帰することなく一部の保存車両を除いて廃車となった。
| 主要諸元 | 主要諸元         | 主要諸元 | 主要諸元        | 主要諸元      | 主要諸元           | 主要諸元 | 主要諸元 | 主要諸元 | 主要諸元    | 主要諸元      | 主要諸元             |
| 形式名   | 両数             | 製造年   | 全長            | 全幅          | 全高               | 重量     | 着席定員 | 主電動機 | 主電動機    | 出力          | 備考・参考           |
| 形式名   | 両数             | 製造年   | 全長            | 全幅          | 全高               | 重量     | 着席定員 | 形式     | 出力        | 出力          | 備考・参考           |
| -------- | ---------------- | -------- | --------------- | ------------- | ------------------ | -------- | -------- | -------- | ----------- | ------------- | -------------------- |
| W3形     | 16両 (654 - 669) | 1930-34  | 14,320mm (47ft) | 2,740mm (9ft) | 3,170mm (10ft 5in) | 15.7t    | 52人     | MV 101   | 29kw (40HP) | 118kw (160HP) | [ 20 ] [ 21 ] [ 22 ] |

## W4形

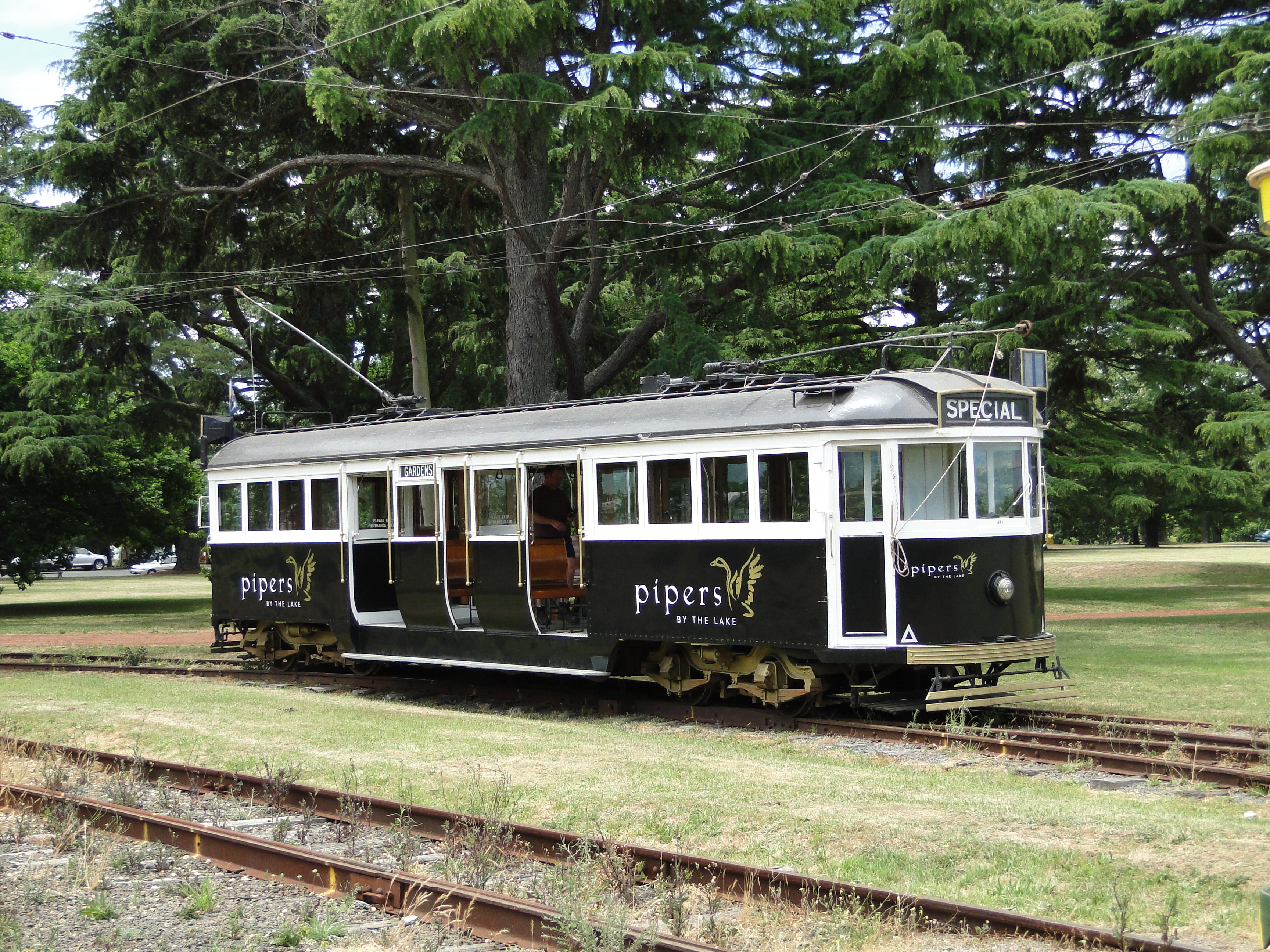
671
（バララット路面電車博物館）
（2012年撮影）

1933年から1935年にかけて、MMTBの工場で5両（670 - 674）が製造された車種。W3形と同型に2軸車から流用した台車を使った機器流用車として作られた一方、車体中央部の幅が前後と比べ広く取られており、座席配置もクロスシートとなった他、運転台の形状も変更された。だが、この構造の結果運転士が後方を確認することが難しくなり、制動装置の効きにも不十分であった事から不評を買い、労働組合からの要請により1968年に全車運用を離脱した。以降も一時的に車庫へ保管されたものの、W3形と同様の台車の不備により最終的に全車営業運転を離脱した。その後は1976年に各地へ売却され、その後解体された672を除いた4両が2020年現在もメルボルンやバララットなど各地に保存されている。
| 主要諸元 | 主要諸元        | 主要諸元 | 主要諸元        | 主要諸元      | 主要諸元           | 主要諸元 | 主要諸元 | 主要諸元 | 主要諸元    | 主要諸元      | 主要諸元             |
| 形式名   | 両数            | 製造年   | 全長            | 全幅          | 全高               | 重量     | 着席定員 | 主電動機 | 主電動機    | 車両出力      | 備考・参考           |
| 形式名   | 両数            | 製造年   | 全長            | 全幅          | 全高               | 重量     | 着席定員 | 形式     | 出力        | 車両出力      | 備考・参考           |
| -------- | --------------- | -------- | --------------- | ------------- | ------------------ | -------- | -------- | -------- | ----------- | ------------- | -------------------- |
| W4形     | 5両 (670 - 674) | 1933-35  | 14,020mm (46ft) | 2,740mm (9ft) | 3,150mm (10ft 4in) | 16.4t    | 48人     | MV 101   | 29kw (40HP) | 118kw (160HP) | [ 26 ] [ 24 ] [ 25 ] |

## CW5形・W5形・SW5形

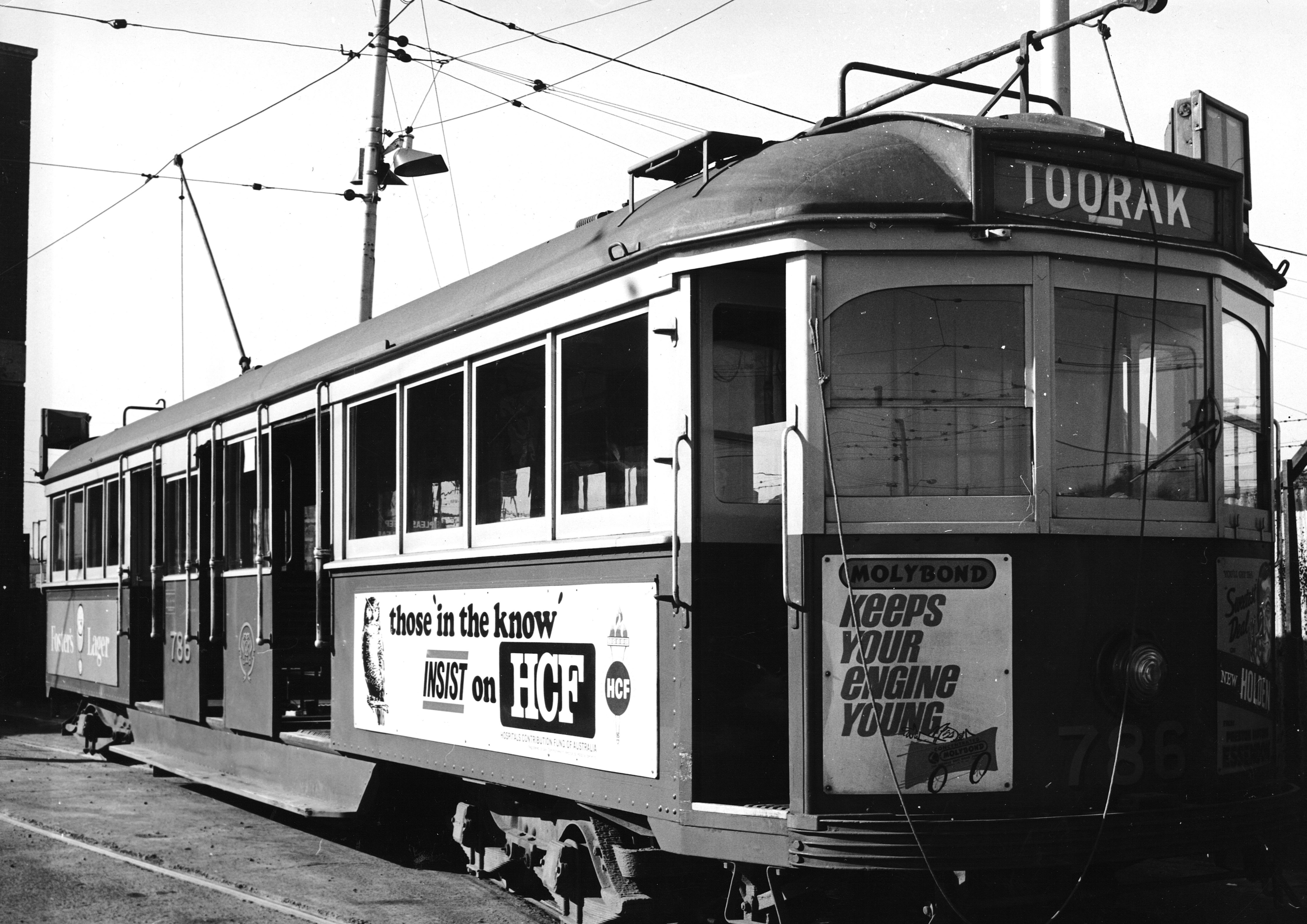
786（1969年撮影）

1935年から製造が実施された車種。W4形の欠点となった車体中央部の膨らみが抑えられた他、運転室も横方向に拡大した。導入過程で車体や機器の構造が異なる以下の3形式が製造された。
- CW5形 - 製造費用節約のため、旧型車両の台車や電気機器を使い1935年に製造された機器流用車。5両（681 - 685）が導入されたが、出力不足のためそれ以上の増備は実施されず、この5両についても台車の交換により1956年に次に述べるW形へと改造された[3]。
- W5形 - CW5形の実績を受け、1935年から1939年までに120両（720 - 839）が製造された形式。走行機器や台車を含め新造された機器が用いられ、台車はばねを改良し軽量化や騒音の抑制が図られた。一方、メルボルン市電において側面に乗降扉が設置されていない最後の形式となり、後年には多くの車両が乗降扉の設置を含めた近代化工事を受けた[3][29][30][28]。
- SW5形 - 次項で述べるSW6形の試作車の構造を基に、乗降扉の設置や窓枠の金属化などの改良が施された形式。1939年から1940年までに10両（840 - 849）が導入された他、改造を受けたW5形から多数の車両が編入されている[3][27][29][30]。

## SW6形・W6形

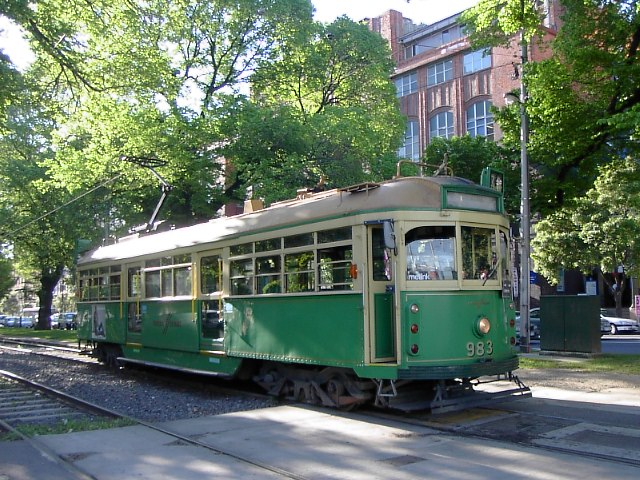
983（近代化工事前、2004年撮影）

次世代の路面電車車両の研究のため1939年に製造された試作車（850）を基に1955年まで長期に渡り量産された形式。W5形以前の車両と同様に車内は密閉式であったが、扉配置が変更され中央部に引き戸式の乗降扉が2箇所設置された。また、製造当初は前照灯の位置が屋根上に変更されていたが夜間の視界に難があった事から後年に他形式と同様に窓下へと移設された。試作車を含めて合計151両（850 - 1000）が生産されたが、1951年から1955年まで作られた21両（979、981 - 1000）については後述するバーク・ストリートでの運用に合わせて弾性車輪や二重はすば歯車等の防音・防振対策が施され、後年に「W6形」へと形式名が改められた。また、980についてはアメリカ合衆国で開発された高性能路面電車・PCCカーの技術を一部取り入れた試作車として作られたが、この機構を用いた量産車が登場することはなかった。
2020年現在も後述するW8形へ更新された一部車両がシティ・サークル線での定期運用を有する他、車内でフルコースの料理を味わう事が可能な食堂車のコロニアル・トラムカー・レストランに改造された車両も存在する。また、アメリカを始めオーストラリア国外の保存路面電車路線へ譲渡された事例も多い。

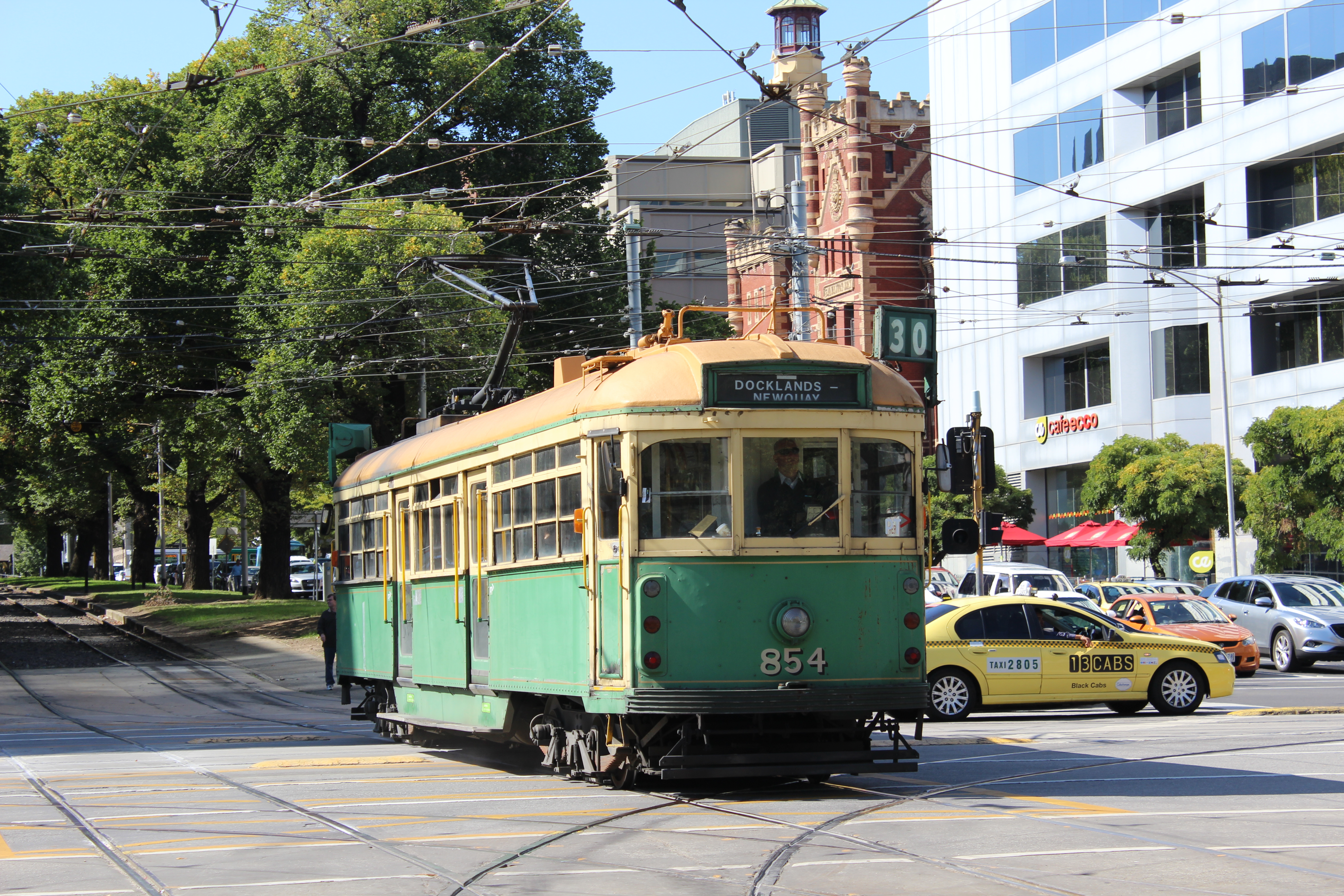
854（2013年撮影）
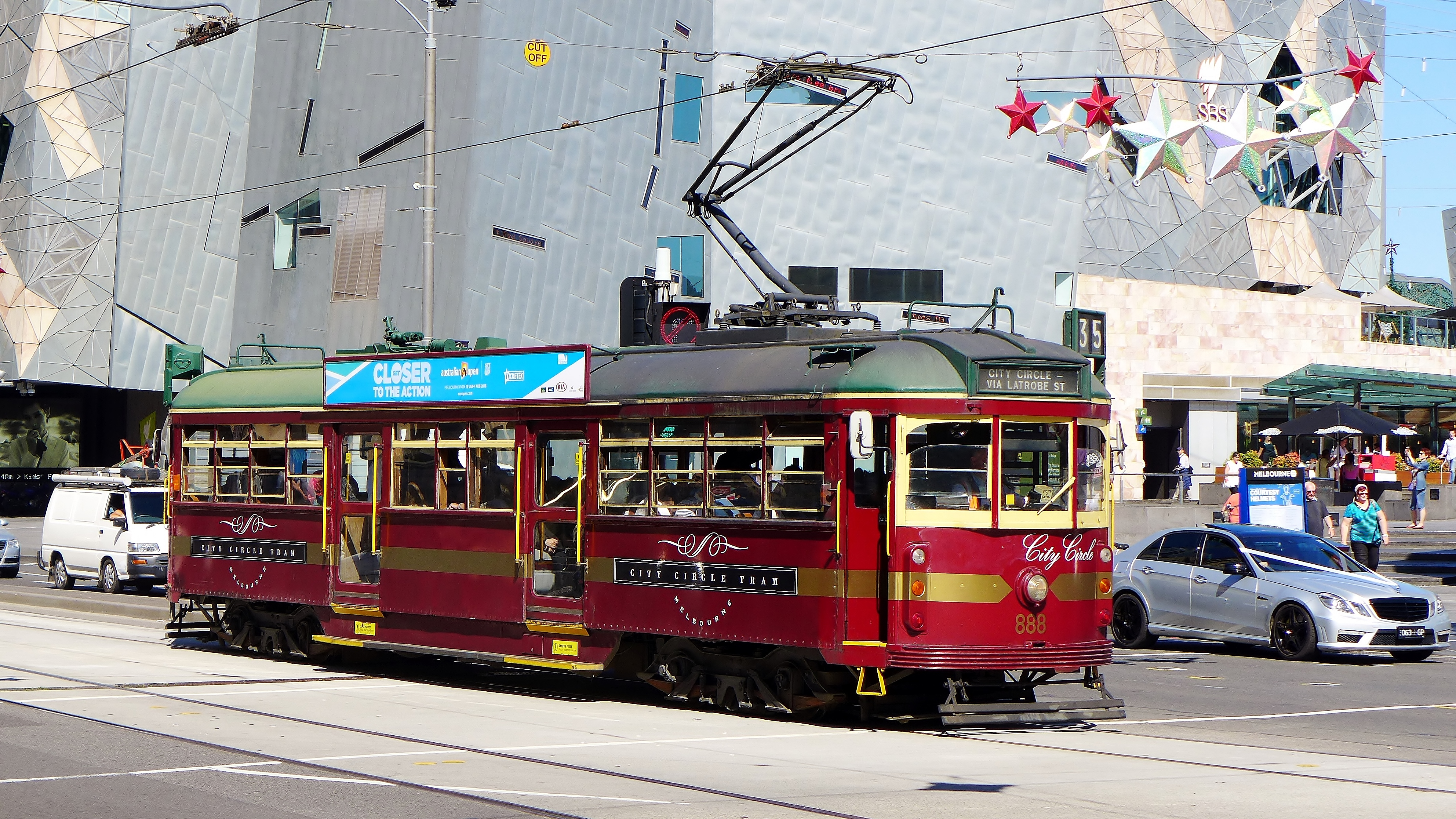
888（シティ・サークル線塗装、2014年撮影）
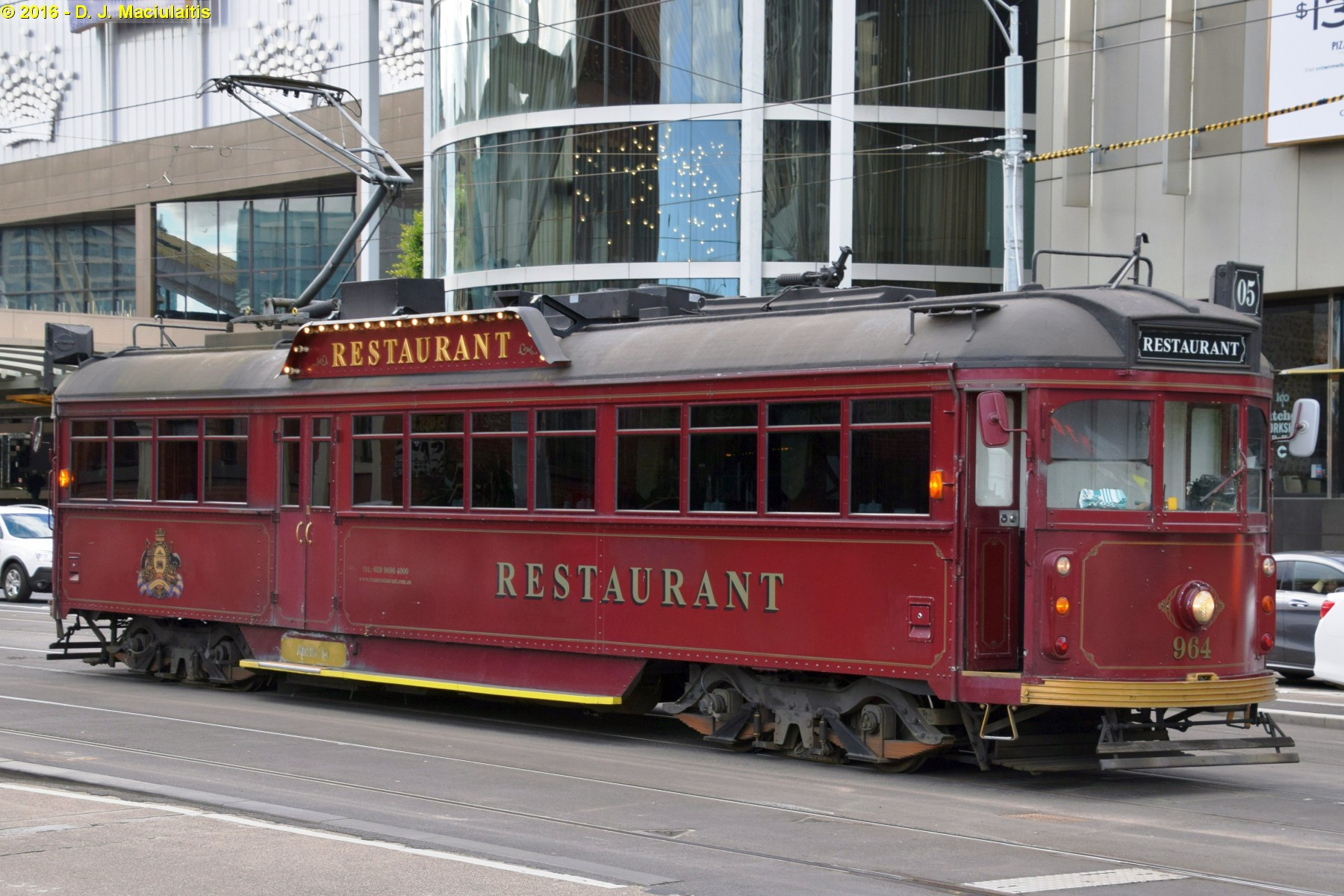
964（コロニアル・トラムカー・レストラン、2016年撮影）

| 主要諸元 | 主要諸元          | 主要諸元 | 主要諸元 | 主要諸元 | 主要諸元 | 主要諸元 | 主要諸元 | 主要諸元   | 主要諸元 | 主要諸元 | 主要諸元      |
| 形式名   | 両数              | 製造年   | 全長     | 全幅     | 全高     | 重量     | 着席定員 | 主電動機   | 主電動機 | 車両出力 | 備考・参考    |
| 形式名   | 両数              | 製造年   | 全長     | 全幅     | 全高     | 重量     | 着席定員 | 形式       | 出力     | 車両出力 | 備考・参考    |
| -------- | ----------------- | -------- | -------- | -------- | -------- | -------- | -------- | ---------- | -------- | -------- | ------------- |
| SW6形    | 129両 (850 - 978) | 1939-50  | 14,170mm | 2,730mm  | 3,160mm  | 17.7t    | 52人     | GE 247 AX2 | 30kw     | 120kw    | [ 34 ] [ 35 ] |

## W7形

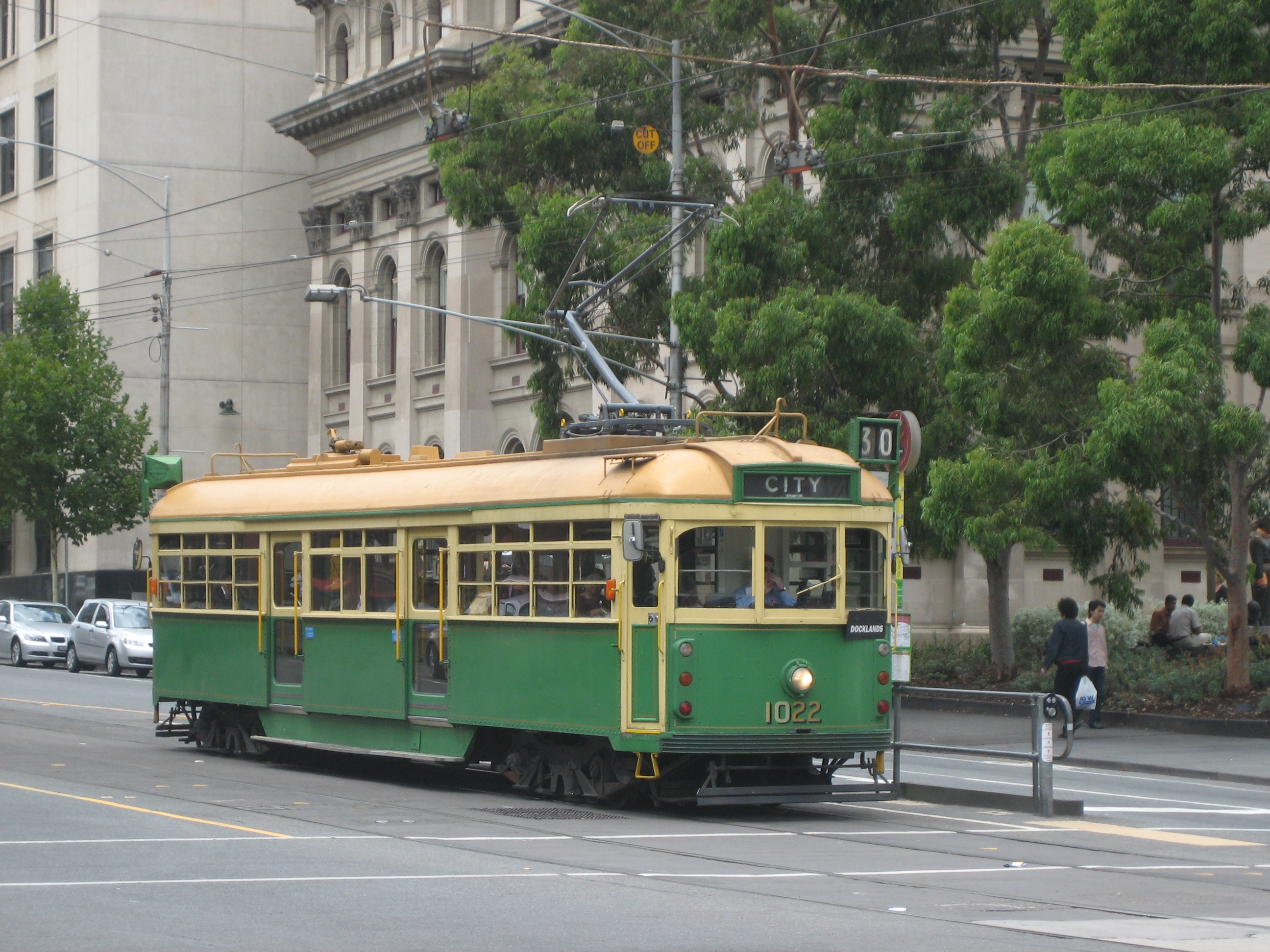
1022（2008年撮影）

メルボルンのバーク・ストリートに存在した路線バスの系統を路面電車へ転換するのに合わせて製造された、W形最後の増備車両。当時路面電車の騒音が問題視されていた事から、車輪の間に防振ゴムを挟んだ弾性車輪や二重はすば歯車を始めとした防音・防振対策に重点を置いた設定がなされていた他、W6形とは異なり車内の座席はすべて布張りとされた。計画当初は70両が導入される予定だったが、ビクトリア州政府議会における第一党交代に伴う交通政策の見直しの影響を受け、実際に作られたのは40両（1001 - 1040）に留まり、1956年に製造された1040をもってW形の製造は終了した。
1975年までバーク・ストリート方面の系統で重点的に使用された後、新型電車の導入に伴い他の系統へ転属した。2020年現在も1040を含めた一部車両が保存されている。

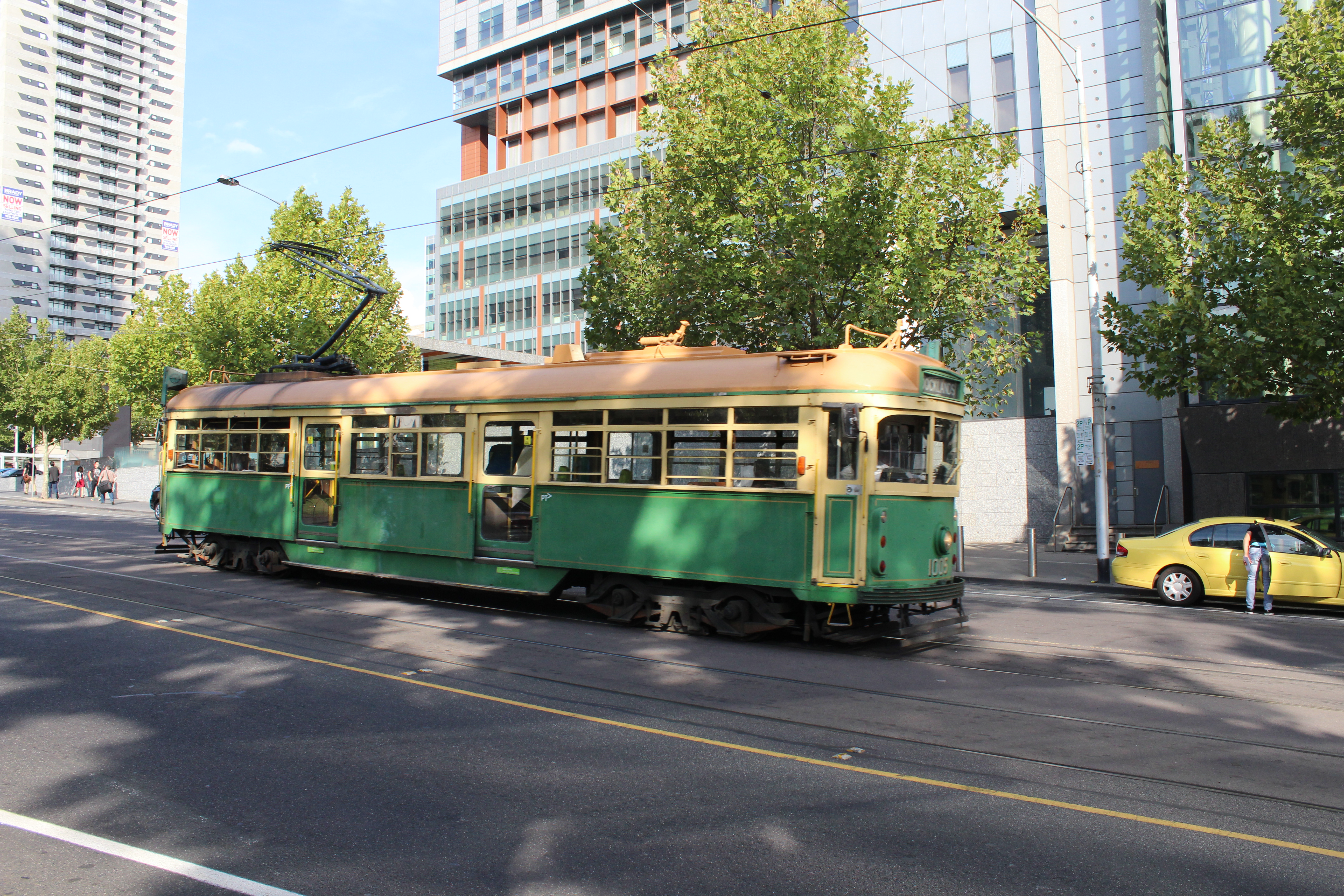
1005（2013年撮影）
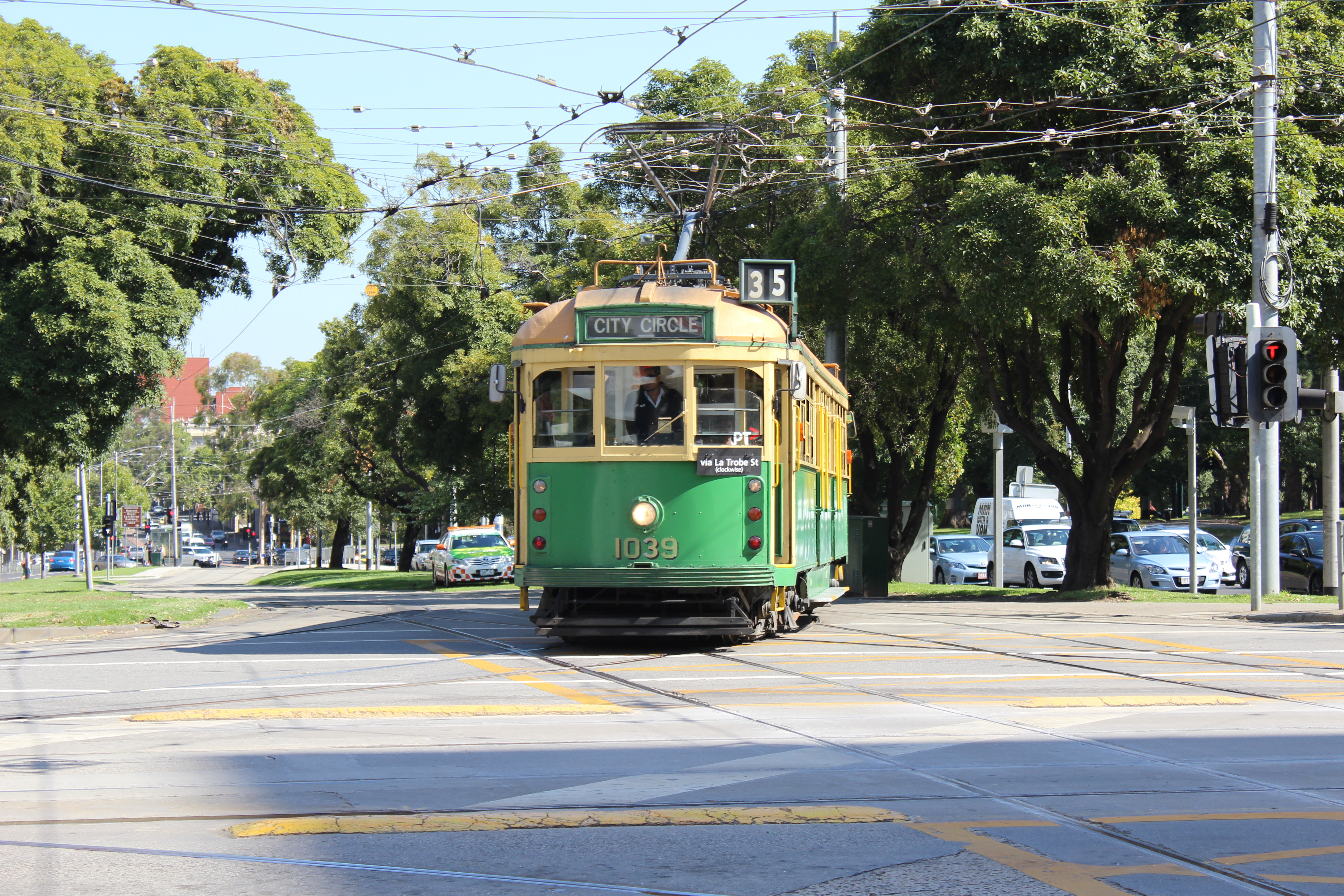
1039（2013年撮影）

| 主要諸元 | 主要諸元           | 主要諸元 | 主要諸元            | 主要諸元      | 主要諸元 | 主要諸元 | 主要諸元 | 主要諸元  | 主要諸元    | 主要諸元      | 主要諸元             |
| 形式名   | 両数               | 製造年   | 全長                | 全幅          | 重量     | 定員     | 定員     | 主電動機  | 主電動機    | 車両出力      | 備考・参考           |
| 形式名   | 両数               | 製造年   | 全長                | 全幅          | 重量     | 着席     | 立席     | 形式      | 出力        | 車両出力      | 備考・参考           |
| -------- | ------------------ | -------- | ------------------- | ------------- | -------- | -------- | -------- | --------- | ----------- | ------------- | -------------------- |
| W7形     | 40両 (1001 - 1040) | 1955-56  | 14,173mm (46ft 6in) | 2,740mm (9ft) | 17.7t    | 48人     | 102人    | GE 247AX2 | 29kw (40HP) | 118kw (160HP) | [ 10 ] [ 38 ] [ 39 ] |

## W8形

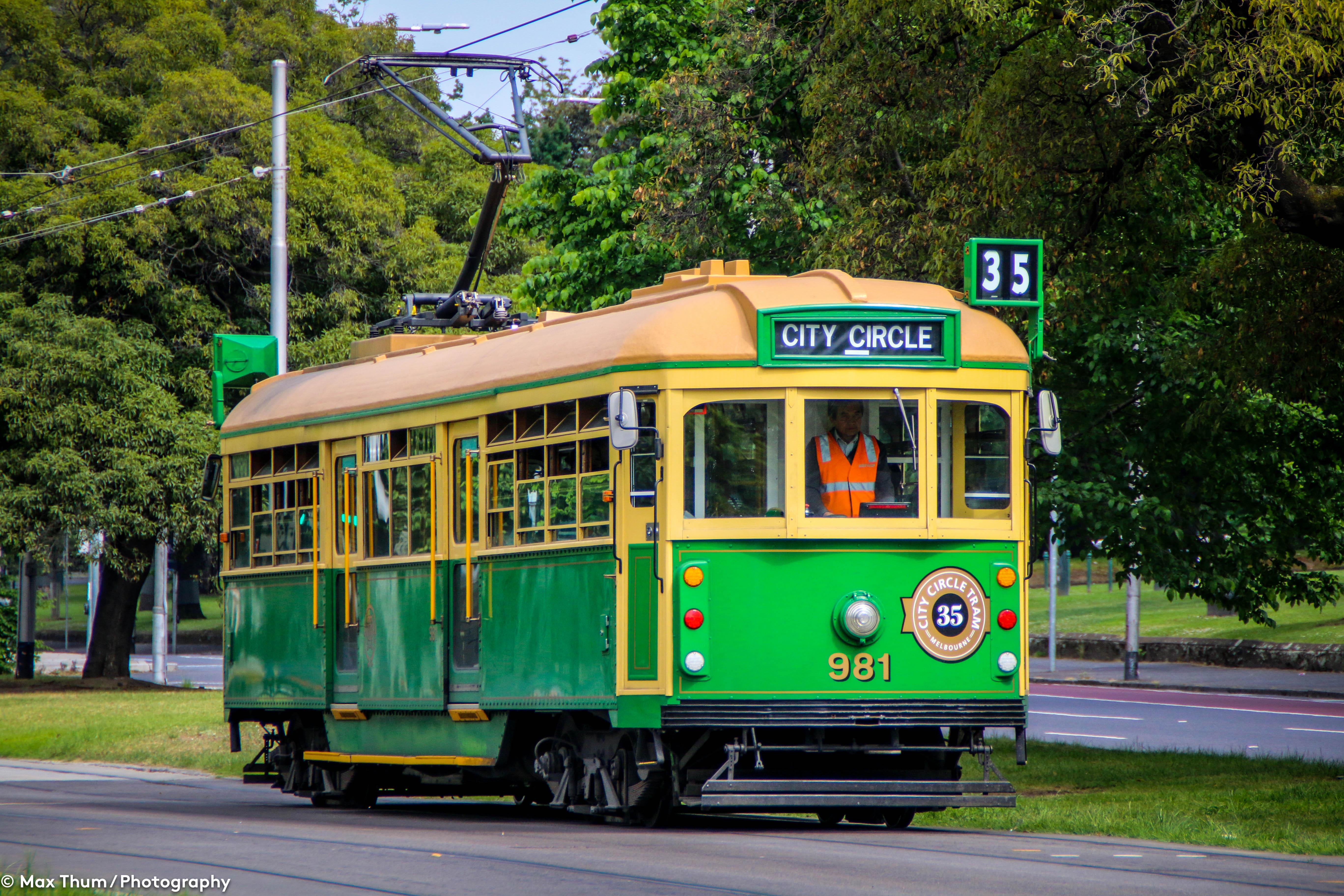
983（改造後、2017年撮影）

SW6形以降の車両を対象に近代化工事を施工した形式。改造時期や内容により、以下の2種類が存在する。
- 1011 - SW6形のうち1両（922）を対象に、空調装置の搭載や台車のローラーベアリングの設置、前照灯・尾灯の交換、ドットマトリクス方式の方向幕など、当時の最新車両と同様の機器や装置を設置した車両。1993年に改造が始まったが、SW6形から外見が大幅に変更される事から完成前に工事の中断が命じられ、以降営業運転への投入は実施されていない[41]。
- 928 - 1010 - 2012年以降、シティ・サークル線で使用されているSW6形・W6形・W7形の一部を対象に、制動装置や制御装置の交換やwi-fi通信への対応、LED照明の設置を始めとした近代化工事が進められている。これらの車両は車体改修も実施されているが、1011と異なり製造当時の設計図を基に工事が行われ、原型が維持されている。また、塗装についてもシティサークル線の専用塗装から登場時の緑色と黄色を基調とした塗装への復元が実施されている。2020年現在は8両[注釈 4]が営業運転に投入され、今後も更なる改造が予定されている[40][9][42][43]。

## オーストラリア国外での保存
営業運転から撤退したW形は、メルボルンやシドニー、ベンディゴ、アデレードといったオーストラリア各地の路面電車博物館や保存施設に加え、アメリカ合衆国、ニュージーランドなど世界各国にも譲渡が行われ、一部は動態保存運転が行われている。中にはアメリカのメンフィスに譲渡されたSW2形のように、譲渡に際して充電池を搭載し非電化区間（架線レス区間）での走行を可能とする近代化工事が施工された事例も存在する。以下、W形が譲渡された主要な海外の都市および施設を記す。
- アメリカ合衆国：サバンナ（リバーストリート・ストリートカー（英語版））[46]
- アメリカ合衆国：サンフランシスコ（Fライン（英語版））[34]
- アメリカ合衆国：ダラス（M-Line）
- アメリカ合衆国：メンフィス（MATAトロリー）
- カナダ：エドモントン（ハイレベル・ブリッジ・ストリートカー）[47]
- ニュージーランド：クライストチャーチ（クライストチャーチ・トラム（英語版）） - 一部車両は車内でフルコースが振る舞われる食堂車へ改造[48][49]。
- ニュージーランド：オークランド（輸送技術博物館） - 博物館や動物園を経由する保存路面電車路線で使用[50]。
- デンマーク：コペンハーゲン（コペンハーゲン路面電車博物館（英語版））[51][52]

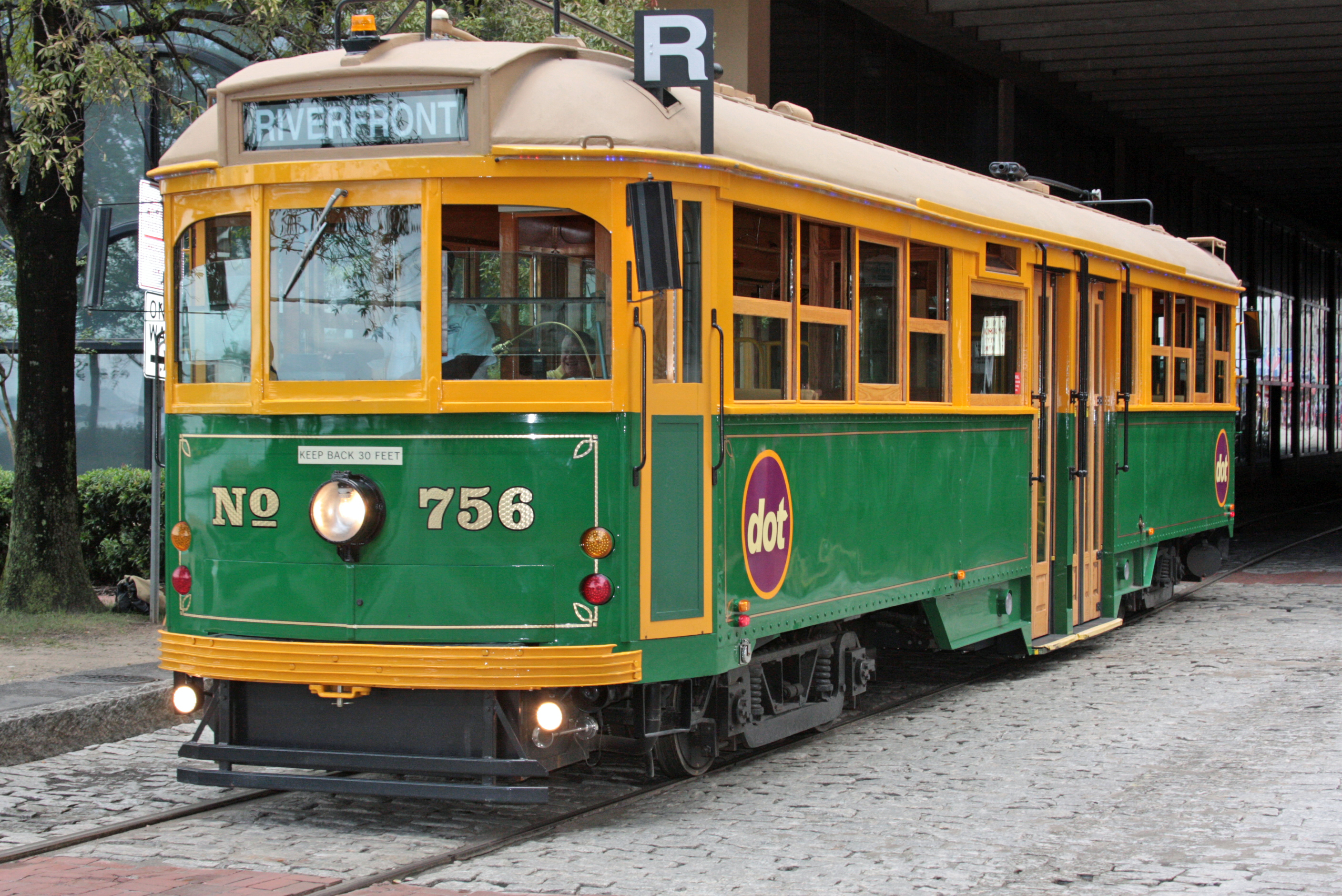
アメリカ合衆国：サバンナ （W5形、2009年撮影）
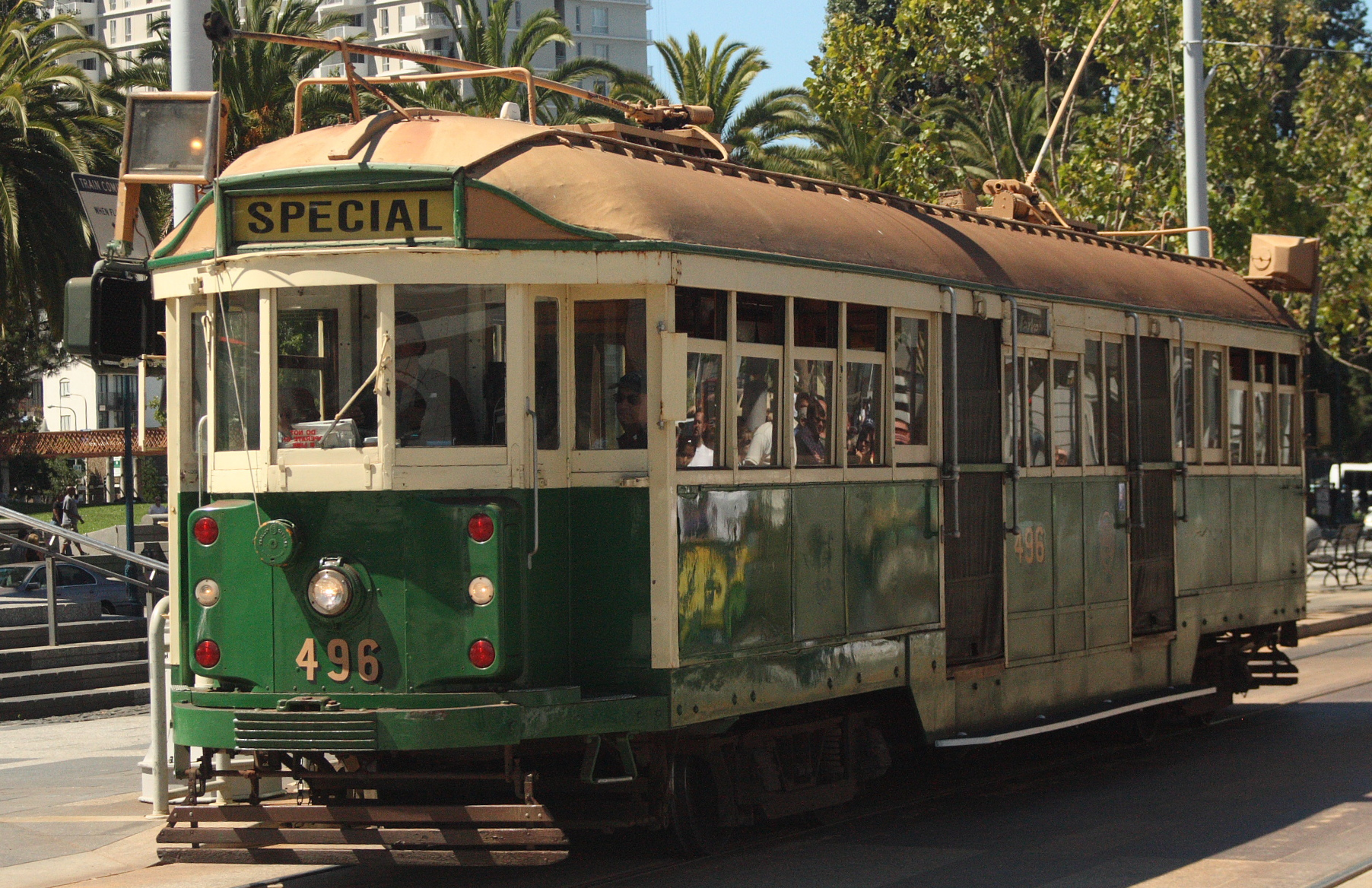
アメリカ合衆国：サンフランシスコ （W2形、2007年撮影）
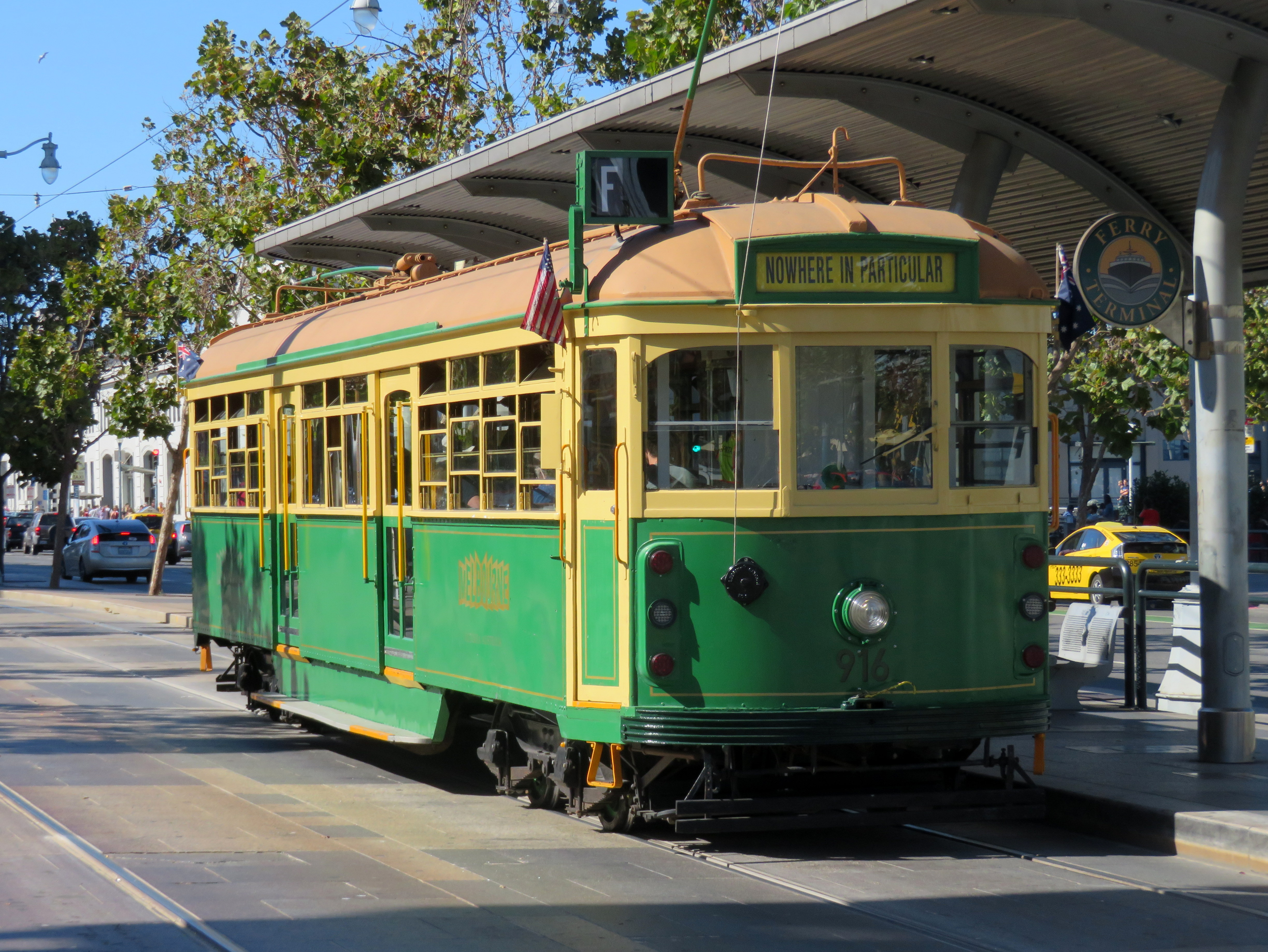
アメリカ合衆国：サンフランシスコ （W6形、2019年撮影）
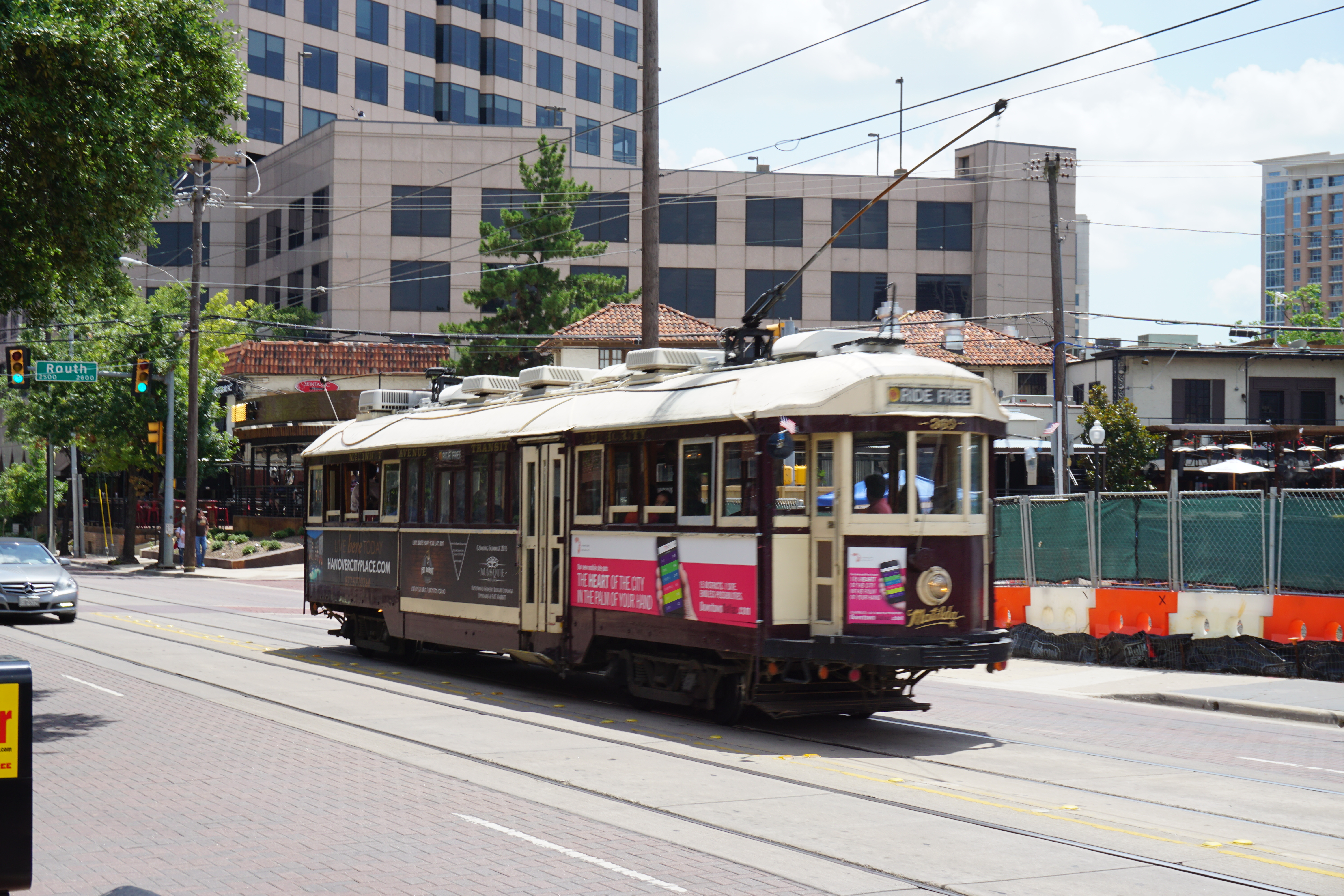
アメリカ合衆国：ダラス （W2形、2015年撮影）
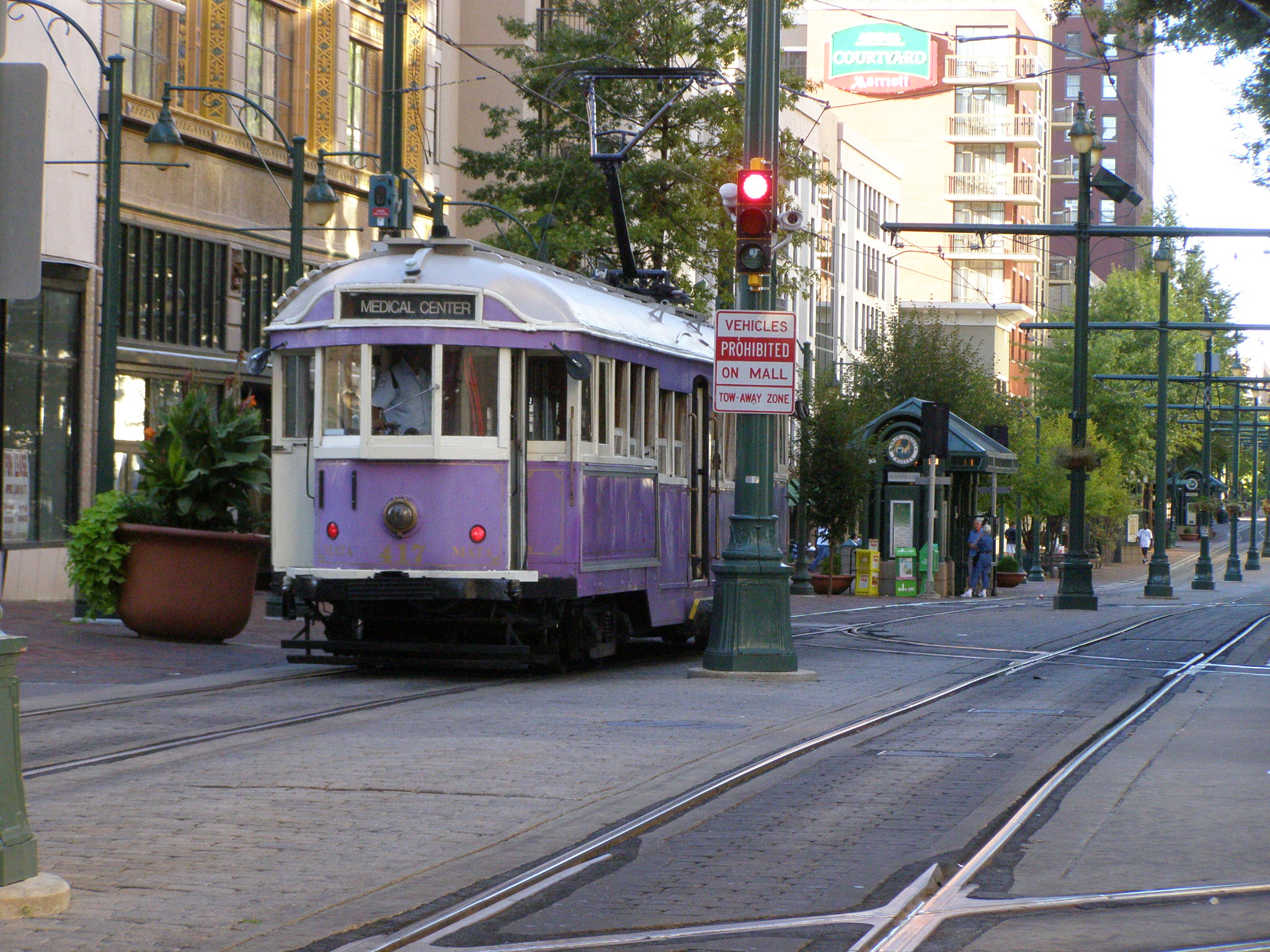
アメリカ合衆国：メンフィス （W2形、2010年撮影）
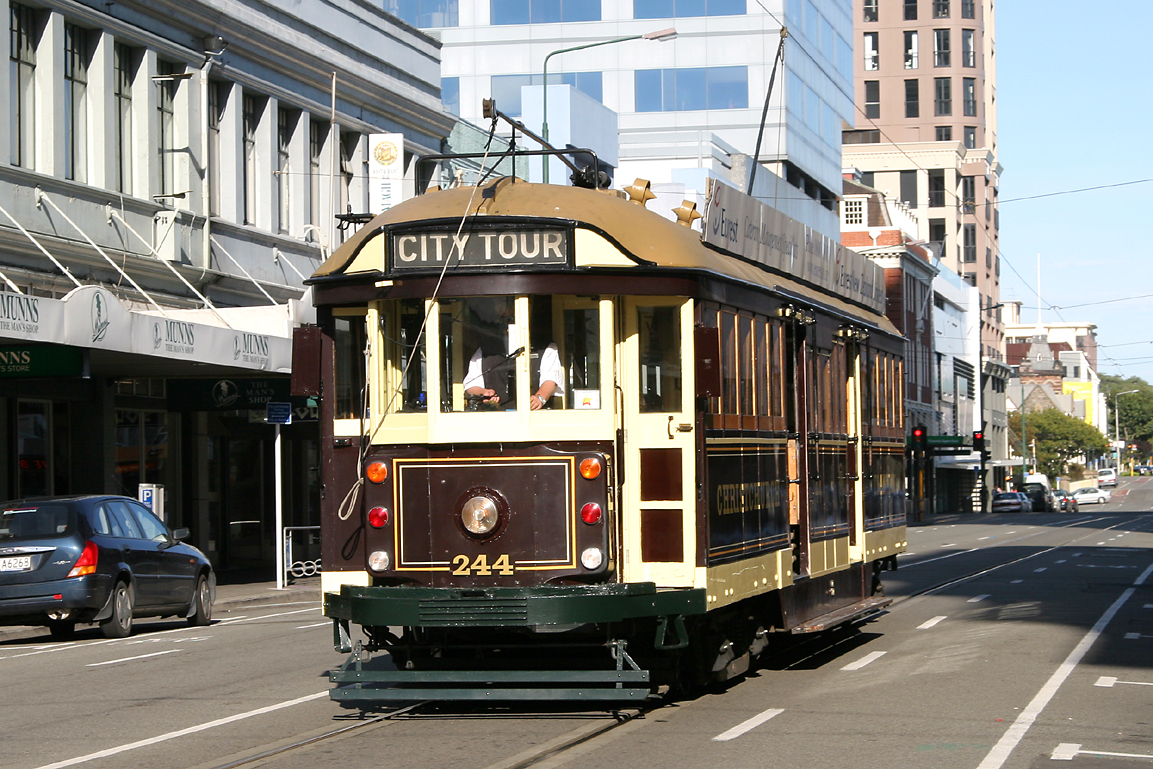
ニュージーランド：クライストチャーチ （W2形、2007年撮影）
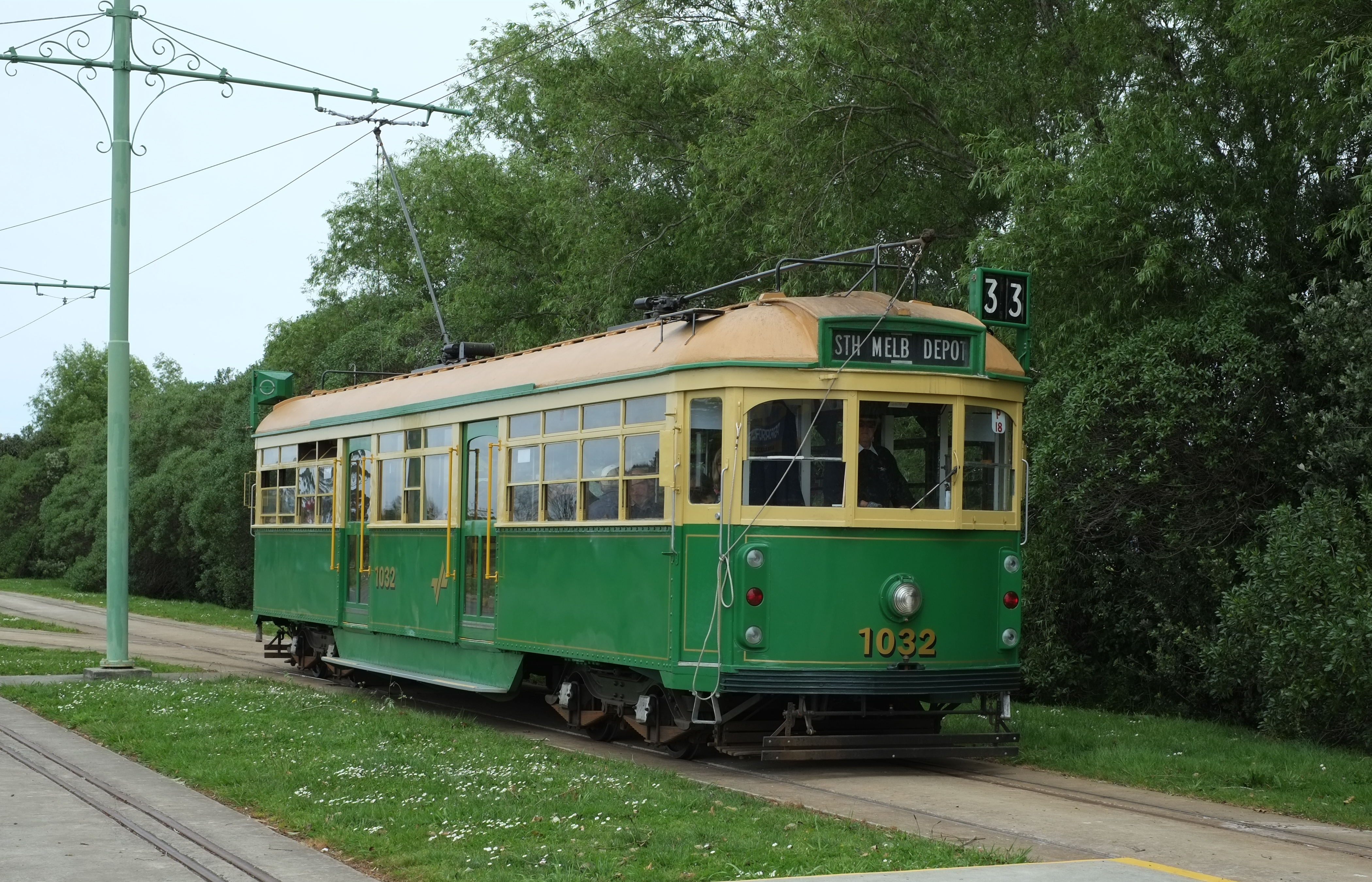
ニュージーランド：オークランド （SW6形、2012年撮影）
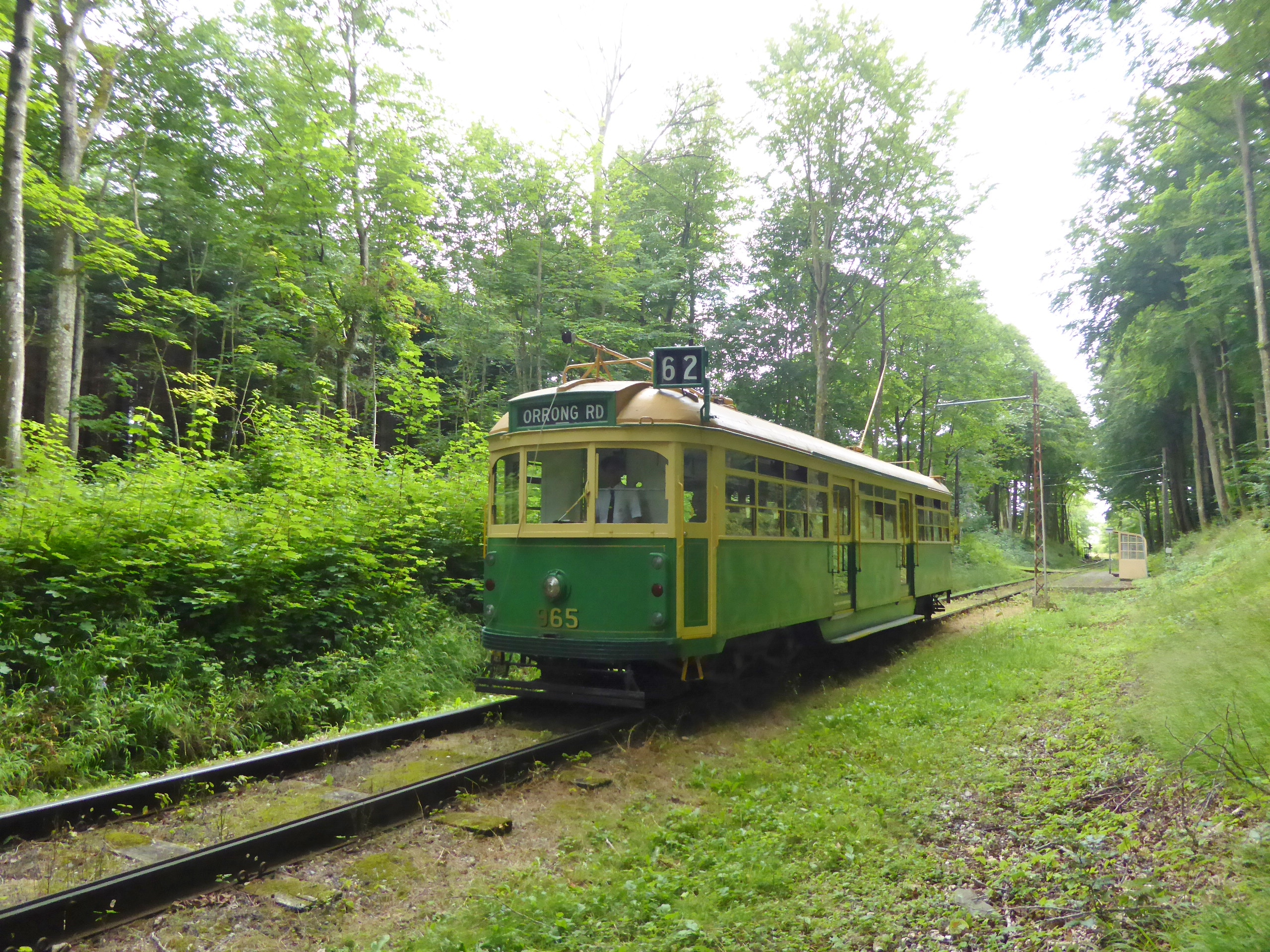
デンマーク：コペンハーゲン （W6形、2020年撮影）

## 同型車両
メルボルンを含むビクトリア州に軌間1,600 mmの路線網を有していたビクトリア鉄道は、1959年までセントキルダとブライトンビーチ（Brighton Beach）の間で路面電車を運営していた。その最後の新造車両として1941年に導入されたのが、メルボルン市電のSW6形を基に設計された3両（52 - 54）のボギー車である。MMTBから提供されたSW6形の設計資料を基にビクトリア鉄道の工場で生産され、車体構造もほぼ同一であったが、前面は2枚窓に変更され、乗降扉の幅もSW6形と比べ狭まっていた。
1959年の路線廃止後は標準軌（軌間1,435 mm）への改軌を経てメルボルン市電へ譲渡されたが、前述した構造の差異から運用に支障をきたしたため、1970年代に前照灯の増設に合わせて乗降扉の拡張が実施された他、車両番号の変更（700番台）も行われた。1980年に営業運転を終了して以降も1両（53）が動態保存されている。